# 马克 (单位)
马克（源于中古高地德语：marc、march、marke），最初是欧洲中世纪的重量或质量单位。从11世纪开始，马克逐渐取代“磅”，成为衡量贵金属和货币重量的单位。马克传统上等于8盎司或16罗特。各地的马克重量略有不同，科隆马克约为234克。
如同“磅”后来成为了货币单位如英镑、里弗尔、里拉等，马克最终也成为了货币单位。
波斯尼亚和黑塞哥维那可兑换马克是目前已知少数还在流通名为“马克”的货币。

## 词源
《德语词源词典》（弗里德里希·克鲁格版本）认为该词源自原始日耳曼语的词汇“marka”，意为“重量和价值单位”（原意“分割，共享”）。沃尔夫冈·普法伊费尔的词源词典将古高地德语“marc”（划界，标志）视为词干，猜测“marc”最初的意思是“铸币”（划出特定重量的金属并标志），后来表示铸锭本身及其重量。

## 科隆马克
直到中世纪，作为重量单位的马克仍有许多地区差异。1170年后，233.8123克重的科隆马克在莱茵兰流行起来，并逐渐传播到神圣罗马帝国的其他地区。1524年，它被指定为帝国通用的货币重量单位。
最初，它不如作为加洛林货币体系基础的查理曼磅重要。科隆马克与查理曼磅的比例约为576:1000。特里尔、科隆、美因茨和普法尔茨的选帝侯于1386年成立了第一个莱茵铸币联盟，根据莱茵铸币联盟制定的铸币标准，一科隆马克黄金铸造66枚莱茵古尔登。这种金币是弗罗林的一种模仿品，由于这次铸造的成功和莱茵铸币联盟的经济重要性，科隆马克作为硬币重量标准获得了帝国范围内的认可。
1837年，南德意志铸币联盟的慕尼黑铸币条约将233.855克规定为铸造硬币的标准“马克重量”。该重量标准和普鲁士的科隆马克完全相同，被称为“普鲁士硬币马克”或“联盟马克”。
在慕尼黑铸币条约中，科隆马克已经被采用十进制的新质量单位克来描述。1857年的维也纳铸币条约则完全使用公制。铸币的标准重量改为一“磅”500 克，铸造30枚塔勒。

## 不同地区的马克
1524年设立的马克缺乏统一的标准。因此科隆马克、纽伦堡马克甚至巴黎马克的重量存在差异，这个问题直到19世纪才得以解决。
| 重量名称     | 经验重量 | 经验重量 | 经验重量 | 经验重量 | 与科隆马克比值 |
| ------------ | -------- | -------- | -------- | -------- | -------------- |
| 维也纳马克   |          | 280.668  | 克       | [ 4 ]    | 12:10          |
| 布拉格马克   |          | 253.17   | 克       | [ 5 ]    | 625:576        |
| 荷兰马克     |          | 246.0839 | 克       |          | 21:20          |
| 巴黎马克     |          | 244.7529 | 克       | [ 6 ]    | 392:375        |
| 维尔茨堡马克 |          | 238.62   | 克       | [ 7 ]    | 50:49          |
| 纽伦堡马克   |          | 237.52   | 克       | [ 7 ]    | 64:63          |
| 爱尔福特马克 |          | 235.40   | 克       |          | 225:224        |
| 普鲁士马克   |          | 233.8555 | 克       | [ 8 ]    | 1:1            |
| 科隆马克     |          | 233.8123 | 克       | [ 8 ]    | 1:1            |
| 塔马克       |          | 233.2761 | 克       | [ 9 ]    | 3125:3136      |
| 西班牙马克   |          | 230.348  | 克       | [ 7 ]    | 63:64          |
| 葡萄牙马克   |          | 229.5    | 克       | [ 7 ]    | 49:50          |
| 克拉科夫马克 |          | 197.98   | 克       | [ 7 ]    | 160:189        |